# Wolf Science Center

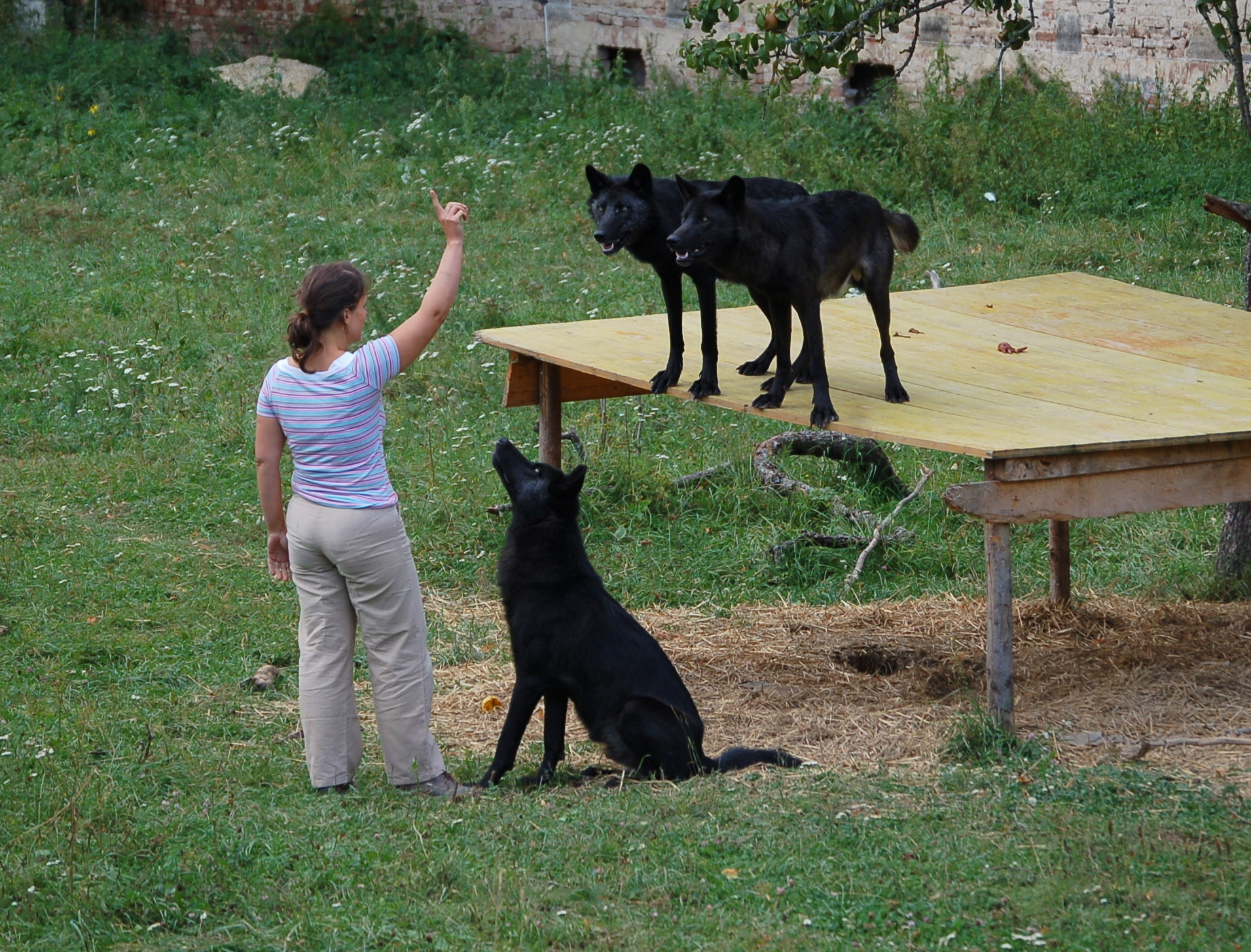
Timberwölfe im Wolf Science Center, Ernstbrunn, Niederösterreich (2009)

Das Wolf Science Center oder auch Wolfsforschungszentrum (WSC) ist ein Forschungszentrum in Ernstbrunn, Niederösterreich. Das Zentrum ist im öffentlich zugänglichen Wildpark Ernstbrunn angesiedelt. Seit 2017 gehört das Wolfsforschungszentrum zur Veterinärmedizinischen Universität in Wien und bildet eine unabhängige Einheit (Core Facility Wolf Science Center), die von Aleksandar Orlic geleitet wird.
Die Core Facility Wolf Science Center (CF-WSC) bietet Forschenden die Möglichkeit, wissenschaftliche Studien mit Hunden und Wölfen zu den verschiedensten Themenbereichen (z. B. Domestikation, Verhalten, Kognition, Physiologie, Tierhaltung) durchzuführen. Dies geschieht in enger Zusammenarbeit mit dem Personal (Wissenschaftskoordinatorinnen, Tiertrainerinnen) der CF-WSC.

## Entstehung
Gegründet wurde das Wolfsforschungszentrum im Jahr 2008 von drei Wissenschaftlern, Friederike Range (Universität Wien), Zsófia Virányi (Universität Wien, früher Konrad Lorenz Institut für Evolutions- und Kognitionsforschung) und Kurt Kotrschal (Universität Wien, Konrad Lorenz Forschungsstelle). Sie wollten verstehen, was im Laufe der Domestikation (Haustierwerdung) passiert ist, was sich auf dem Weg vom Wildtier Wolf zum Haustier Hund verändert hat und welche Rolle der Mensch in diesem Prozess spielte. Denn obwohl Mensch, Wolf und später Hund auf ein Jahrtausende altes Bündnis zurückblicken, wissen wir längst nicht alles über die sozialen und geistigen Fähigkeiten dieser Tiere.

## Infrastruktur
An der CF-WSC werden Mischlingshunde und Nordamerikanische Grauwölfe in kleinen Gruppen (reine Wolfs- bzw. Hundegruppen) unter ähnlichen Lebensbedingungen in Gehegen (2.500 m2-10.000 m2) gehalten. Die Tiere werden bereits im Welpenalter mit Artgenossen und mit dem Menschen sozialisiert. Der frühe Kontakt zu Artgenossen ermöglicht den Tieren, soziale Kompetenzen zu erlernen, die für das Zusammenleben in der Gruppe wichtig sind. Der frühe Kontakt mit dem Menschen ist notwendig, um eine vertrauensvolle Beziehung zwischen den Tieren und ihren Bezugspersonen zu gewährleisten. Bei den Wölfen wäre ein stressarmes Leben im Umfeld des Menschen ohne eine frühe Sozialisierung in der Form nicht möglich. Gleiches gilt für die direkte Zusammenarbeit mit den Wölfen, zum Beispiel im Rahmen wissenschaftlicher Studien. Alle Tiere durchlaufen ein umfassendes Trainingsprogramm, werden an verschiedene Testsituationen und -abläufe gewöhnt und lernen die zwei Testgehege sowie das Testhaus kennen. Wölfe und Hunde werden zudem an Leine und Halsband gewöhnt um ihnen auf Spaziergängen eine notwendige Abwechslung vom Gehegealtag zu bieten. Ein wesentlicher Aspekt der Haltung ist das medizinische Training, welches es ermöglicht, die Tiere im Falle einer Krankheit optimal zu betreuen.

## Forschung
An der CF-WSC wurden bereits diverse Forschungsarbeiten zu den verschiedensten wissenschaftlichen Fragestellungen durchgeführt. Studien zum Kooperationsverhalten mit Artgenossen und mit dem Menschen, Studien zum Lernen (wie und von wem lernen die Tiere) und Studien zu kognitiven Fähigkeiten (zum Beispiel das Verständnis physikalischer Gegebenheiten) sind nur einige Beispiele aus dem breit gefächerten Bereich „Verhalten“. Andere Studien beschäftigten sich mit physiologischen Zusammenhängen oder veterinärmedizinischen Fragestellungen, zum Beispiel mit der Untersuchung von Hormonzyklen oder mit der Entwicklung des Ganges bei Wolf und Hund.

## Öffentlichkeitsarbeit
Die CF-WSC führt diverse Besucher-Programme durch, welche die Möglichkeit bieten mehr über die Tiere und die Forschung an der CF-WSC zu erfahren.